# Хамрин (горы)
Хамрин (араб. جبل حمرين‎ (Джебель Хамрин), курд. Çiyay Hemrîn) — небольшой горный хребет на северо-востоке Ирака (западный отрог большой горной системы Загрос, основная часть которой находится на территории Ирана). Горы Хамрин простираются от мухафазы (провинции) Дияла на границе с Ираном до реки Тигр на северо-западе, пересекая две мухафазы (провинции): на севере — Салах эд Дин и Киркук — на юге.
В древности горы были частью пограничной области между Вавилоном (к югу) и Ассирией (к северу).